# Chris Campoli
Chris Campoli (Mississauga, 9 luglio 1984) è un hockeista su ghiaccio canadese che gioca dalla stagione 2013-2014 nella Svenska Hockeyligan con la squadra dell'HV71.

## Statistiche
Statistiche aggiornate a luglio 2013.

### Club
| Stagione | Squadra                 | Stagione regolare | Stagione regolare | Stagione regolare | Stagione regolare | Stagione regolare | Stagione regolare | Playoff | Playoff | Playoff | Playoff | Playoff |
| Stagione | Squadra                 | Lega              | P                 | G                 | A                 | Pt                | PIM               | P       | G       | A       | Pt      | PIM     |
| -------- | ----------------------- | ----------------- | ----------------- | ----------------- | ----------------- | ----------------- | ----------------- | ------- | ------- | ------- | ------- | ------- |
| 2000-01  | Erie Otters             | OHL               | 52                | 1                 | 9                 | 10                | 47                | 15      | 0       | 0       | 0       | 4       |
| 2001-02  | Erie Otters             | OHL               | 68                | 2                 | 24                | 26                | 117               | 20      | 0       | 5       | 5       | 18      |
|          |                         | M-Cup             | 4                 | 0                 | 0                 | 0                 | 4                 | -       | -       | -       | -       | -       |
| 2002-03  | Erie Otters             | OHL               | 60                | 8                 | 40                | 48                | 82                |         |         |         |         |         |
| 2003-04  | Erie Otters             | OHL               | 67                | 20                | 46                | 66                | 66                | 8       | 0       | 6       | 6       | 16      |
| 2004-05  | Bridgeport Sound Tigers | AHL               | 79                | 15                | 34                | 49                | 78                |         |         |         |         |         |
| 2005-06  | New York Islanders      | NHL               | 80                | 9                 | 25                | 34                | 46                |         |         |         |         |         |
| 2006-07  | New York Islanders      | NHL               | 51                | 1                 | 13                | 14                | 23                | 5       | 1       | 1       | 2       | 2       |
|          | Bridgeport Sound Tigers | AHL               | 15                | 3                 | 3                 | 6                 | 8                 | -       | -       | -       | -       | -       |
| 2007-08  | New York Islanders      | NHL               | 46                | 4                 | 14                | 18                | 16                |         |         |         |         |         |
| 2008-09  | New York Islanders      | NHL               | 51                | 6                 | 11                | 17                | 43                | -       | -       | -       | -       | -       |
|          | Ottawa Senators         | NHL               | 25                | 5                 | 8                 | 13                | 12                |         |         |         |         |         |
| 2009-10  | Ottawa Senators         | NHL               | 67                | 4                 | 14                | 18                | 16                | 6       | 0       | 2       | 2       | 4       |
| 2010-11  | Ottawa Senators         | NHL               | 58                | 3                 | 11                | 14                | 34                | -       | -       | -       | -       | -       |
|          | Chicago Blackhawks      | NHL               | 19                | 1                 | 6                 | 7                 | 2                 | 7       | 0       | 1       | 1       | 2       |
| 2011-12  | Montréal Canadiens      | NHL               | 43                | 2                 | 9                 | 11                | 8                 |         |         |         |         |         |
| 2012-13  | Biel                    | NLA               | 4                 | 0                 | 3                 | 3                 | 2                 | 6       | 1       | 5       | 6       | 4       |
| 2013-14  | Lugano                  | NLA               | 0                 | 0                 | 0                 | 0                 | 0                 |         |         |         |         |         |

## Palmarès

### Club
- Ontario Hockey League: 1

Erie: 2001-2002

### Individuale
- OHL Humanitarian of the Year "Dan Snyder Trophy": 1

2003-2004
- CHL Humanitarian of the Year: 1

2003-2004
- AHL All-Rookie Team: 1

2004-2005